# Pehr Pehrsson i Höle
Pehr Pehrsson (i riksdagen kallad Pehrsson i Höle), född 31 augusti 1825 i Rengsjö, död där 11 december 1912, var en svensk lantbrukare och politiker.
Pehr Pehrsson var riksdagsledamot i andra kammaren 1867–1869 för Södra Hälsinglands domsagas valkrets.